# 침미다례
침미다례(忱彌多禮)는 일본서기에서 3세기 무렵에 등장하는 한반도 서남부의 독자적인 세력 중 하나이다.

## 위치

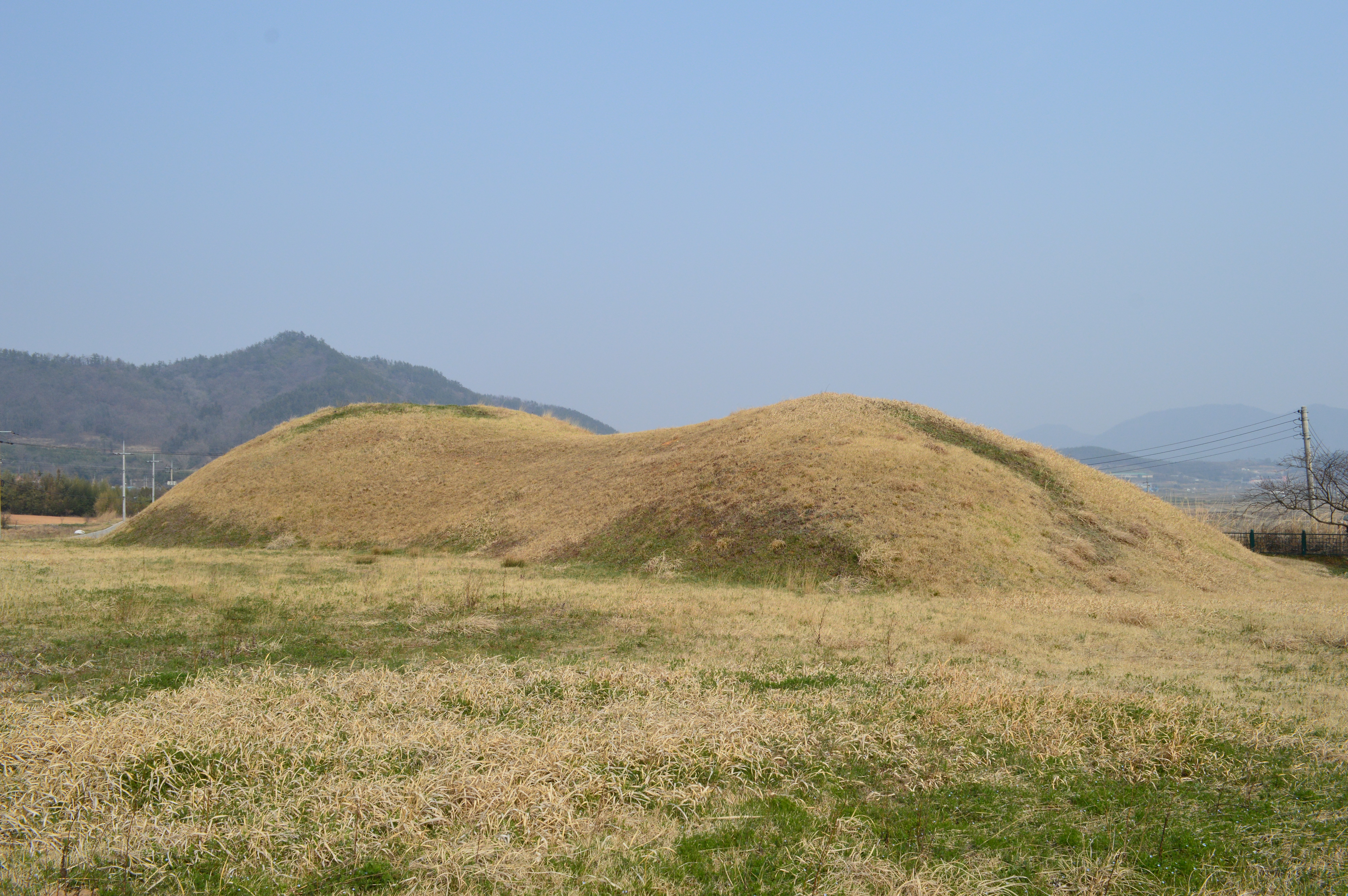
침미다례의 유력한 고고학적 증거로 제시되는 영산강 유역 전방후원분 중 하나인 해남 용두리 고분

침미다례는 전방후원분이 많이 발견되는 전라남도 영산강 유역의 해남 및 강진 일대에 마한의 주요 세력으로서 존재했다고 보는 설이 지배적이며, 삼국사기에 등장하는 탐라국과 동일한 세력으로서 제주도에 위치했다고 보는 소수설도 존재한다.

## 역사
침미다례는 4세기 중반까지 독자적인 세력을 유지하다가, 백제 근초고왕이 전라남도 지방을 정복하면서 백제의 영향권으로 들어갔다고 여겨진다.